# Neolithische Höhlen von Rhodos
Die neolithischen Höhlen von Rhodos, einer griechischen Insel in der südöstlichen Ägäis, sind im letzten Viertel des 20. Jahrhunderts näher erforscht worden. 

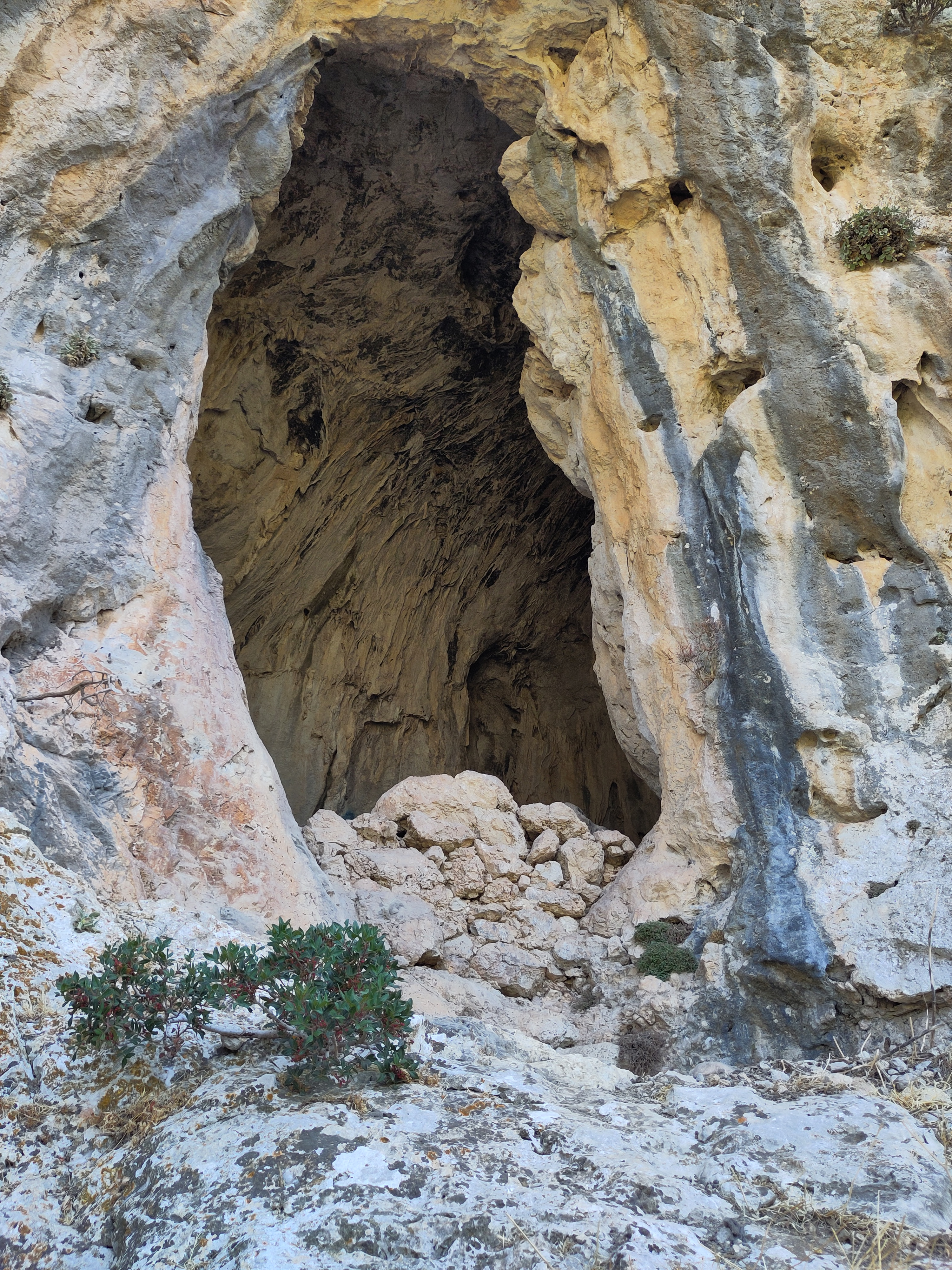
Eingang zu der Agios Georgios Höhle

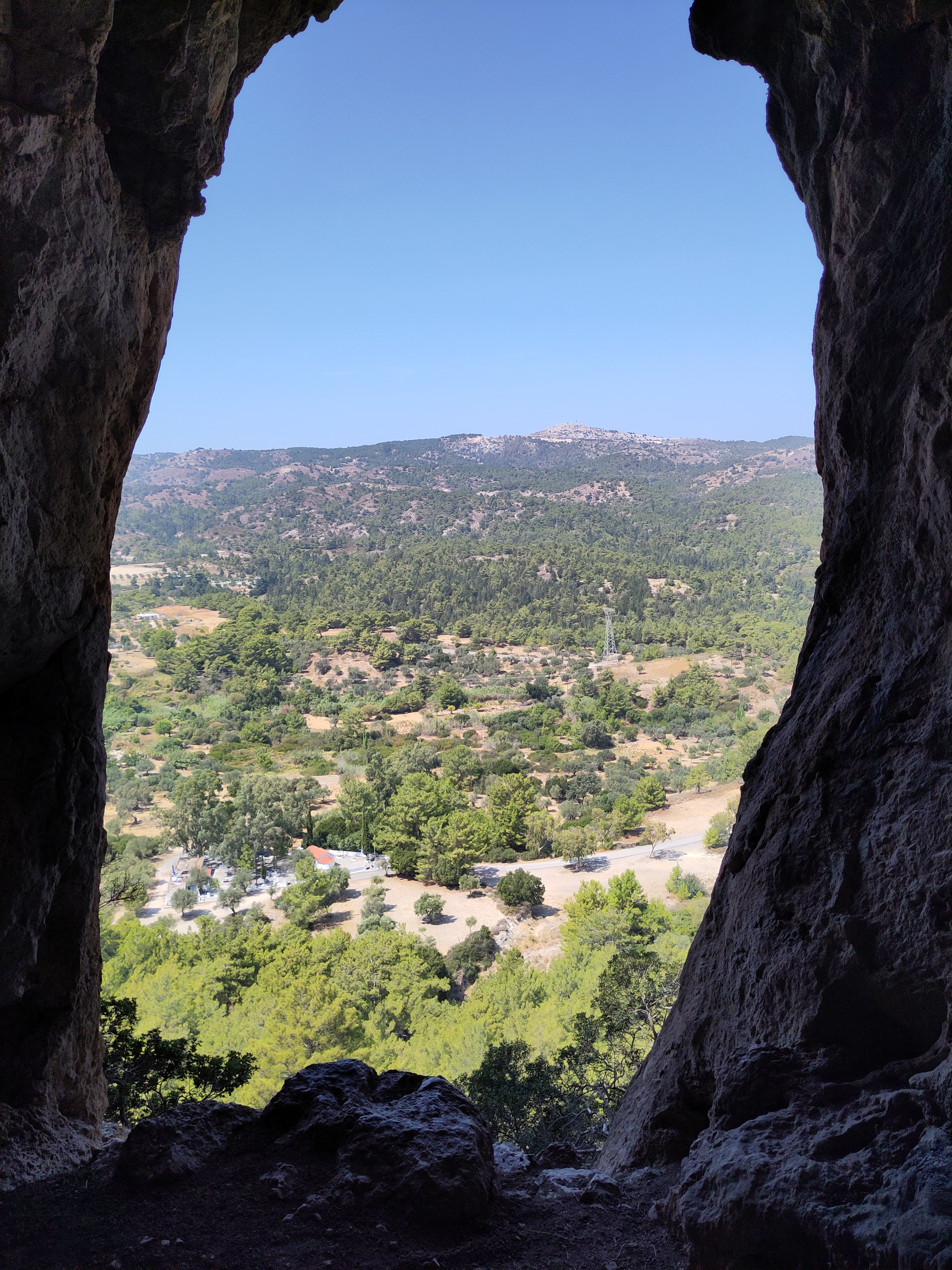
Blick von der Höhle. Links unten ist die gleichnamige Kapelle zu sehen

Oberflächuntersuchungen und die Ausgrabung dreier Siedlungen und zweier Höhlen auf Rhodos haben eine Fülle von prähistorischen Material erbracht, das die Vorgeschichte des Dodekanes auf eine neue Basis stellt. Nach einer systematischen Kontrolle der meisten der Inseln und den Ausgrabungen auf Alimia, Gyali und Leros ist das Bild einer relativ Verdichtung der Standorte in der Ägäis entstanden. Die Stratigraphie in den rhodischen Höhlen ermöglicht die Gliederung des Spätneolithikums im Dodekanes in vier Phasen, die mit vier spätchalkolithischen Phasen in Anatolien und dem Spätneolithikum LN Ia, b und LN II a, b) des griechischen Festlandes zu Parallelisieren sind. 

## Agios-Georgios-Höhle
Die frühesten Besiedlung ist in den unteren Schichten der Agios Georgios Höhle bei Kalithies durch Tonscherben vertreten, die Affinität mit der Tonware der Hacilar- und Çatalhöyük Kultur Anatoliens aufweisen und durch eine kalibrierte C14-Datierung auf 5700–5600 v. Chr. festgelegt werden konnten. Die Kalythies-Phase I ist daher in etwa zeitgleich mit dem Beginn des Spätneolithikums auf dem griechischen Festland (5300/5200–4900/4800 v. Chr.).
Die Schichtdicken weisen auf eine kontinuierliche Nutzung über einen langen Zeitraum. In der Phase I war die Töpferei brüniert, unglasiert, monochrom und bemalt. Die bemalte Keramik (weiß auf Dunkel) ist von einer Art, die auch in der übrigen Ägäis (Chios, Limnos, Mykonos, Saliagos, Samos) und in Anatolien bekannt ist. In Phase II wird auch brünierte monochrome und bemalte Keramik hergestellt, aber es gibt eine größere Formenvielfalt. In Phase III gibt es bemalte und monochrome Ware, hauptsächlich rot mit einem dicken oder dünnen Überzug. Es gibt eine Vielzahl von Mahl- und Schleifsteinen in jedem Level und eine Fülle von Obsidian, der zu 80 % von Milos stammt. Zu den reichlich vorhandenen Faunenresten gehört die vollständige Palette der domestizierten Haustiere (Rind, Schaf, Schwein, Ziege) der Jungsteinzeit. Auch Teile von Hirschen scheinen in die Höhle verbracht worden zu sein. In allen Ebenen sind menschlichen Knochen und Zähne aufgefunden worden, die auf dauerhafte oder sekundäre Bestattungen weisen.

## Koumelo-Höhle
Die 230 m lange Koumelo-Höhle liegt in einem karstigen Bezirk, eine Stunde Fußmarsch von der Kleinstadt Archangelos (NS= 36°12'56 EW=28°6'51) entfernt. Dünne Sedimentschichten separieren die Straten der Jungsteinzeit, woraus hervorgeht, dass die Höhle in Abständen kontinuierlich genutzt wurde. Die beiden Stratigraphien, die geöffnet wurden, waren ausgezeichnet erhalten und in zwei Phasen zu unterscheiden. Die frühere Phase I entsprach der Phase II bei der Kalythies-Höhle (Spätägäische Jungsteinzeit 3) und die spätere Phase II der Spätägäische Jungsteinzeit 4. Oberhalb dieser jungsteinzeitlichen Ebenen war die Höhle mit einer dicken Ablagerung von Vulkanasche gefüllt, deren Analyse zeigte, dass es Tephra aus dem Vulkan Santorin war. Die Tephra kam durch den Eingang und Löcher im Dach als Folge eines heftigen Regengusses in die Höhle.